# 河成蘭
河 成蘭（Ha Seong Ran、ハ・ソンナン、1967年6月28日 - ）は韓国の小説家。ソウル特別市出身。

## 略歴
1996年、『ソウル新聞』新春文芸に短編小説『풀(草)』が当選し、文壇デビューした。
河の小説には主に資本主義社会から取り残された人物の無気力感と現代人の肖像が描かれている。この人物たちは他人とうまくコミュニケーションできず、孤独な内面を持っている。河はこのような人物に密着し、その内面を非常に繊細に描いている。精密描写方式は河の独特な技法である。河の描写は周りの平凡な人物とその日常に対する徹底した観察に基づいているため決して冗漫ではなく、短文の形式を取っていて軽快な感じを受ける。
また、河の最近の作品は、人物の範囲を超えて社会問題と事件に深い興味を示している。『푸른 수염의 첫 번째 아내(青い髭の最初の妻)』に収録された11編の小説は実際に新聞の社会面で報道されそうな事件を素材にしている。しかし、残酷な事件を言及しながらも河は感情を過度に表現せず、事件と関係のある人物の悲しみと苦しみを淡々と描写している。河にとっての描写は、本質と真実に到達する、速度は遅いが正確な方法だといえる。結果、河の作品を通じて読者は世界を見る一つの洞察を得ることになる。

## 年譜
- 1999年、第30回東仁文学賞受賞。
- 2000年、第33回韓国日報文学賞受賞。
- 2004年、第11回梨樹文学賞受賞。
- 2008年、第16回呉永寿文学賞受賞。
- 2009年、第54回現代文学賞受賞。

## 邦訳作品
- 『あの夏の修辞法』牧瀬暁子訳、クオン、韓国文学ショートショート、2018年10月

## 代表作品
- 1996年、풀(草)[3][4]
- 1997年、루빈의 술잔(ルビンの杯)
- 1998年、식사의 즐거움(食事の楽しさ)
- 1999年、옆집 여자(隣の女)
- 2000年、삿뽀로 여인숙(札幌宿屋)
- 2001年、내 영화의 주인공(私の映画の主人公)
- 2002年、푸른 수염의 첫 번째 아내(青い髭の最初の妻)
- 2006年、웨하스(ウェハース)、소망 그 아름다운 힘(願い、その美しい力)
- 2010年、왈왈(ワンワン) 、A
- 2013年、여름의 맛(夏の味)、아직 설레는 일은 많다(まだときめくことは多い)